# Tatiana Huezo Sánchez
Tatiana Huezo Sánchez (San Salvador, 9 gennaio 1972) è una regista salvadoregna.

## Biografia
Tatiana Huezo Sánchez nasce a San Salvador e si trasferisce a quattro anni a Città del Messico, dove comincia i suoi studi e si diploma al Centro de Capacitación Cinematográfica. Realizza diversi cortometraggi e documentari. Nel 2008 riceve una sovvenzione dal Fondo Nazionale per l'Arte e la Cultura per produrre il documentario Retrato de familia, e una borsa di studio per frequentare un master in regia di documentari all'Università Pompeu Fabra a Barcellona.

## Filmografia
- Tiempo caustico - cortometraggio (1998)
- El Ombligo del mundo - cortometraggio (2001)
- Retrato de familia (2008)
- El lugar más pequeño (2011)
- El aula vacia (2015)
- Ausencias - cortometraggio (2015)
- Tempestad (2016)
- Noche de fuego (2021)
- El eco (2023)